# Sídliště Vlasta
Sídliště Vlasta je soubor panelových staveb v Praze 10 v oblasti takzvaného Edenu mezi ulicemi Vršovická, Moskevská a Kirgizská, Fortuna Arenou a železniční trati Praha - České Budějovice se zastávkou Praha-Eden. Byl vystavěn naproti továrně Koh-i-noor Waldes mezi roky 1972 a 1977. Jsou tu obytné budovy, úřad městské části Praha 10 a další úřady, v jižní části sídliště je mateřská školka Magnitogorská a parkovací dům. Sousedí s kulturním domem Eden a hypermarketem Tesco. Součástí budovy byla velkoprodejna potravin, která se rovněž jmenovala Vlasta.

## Vozatajská kasárna Vršovice

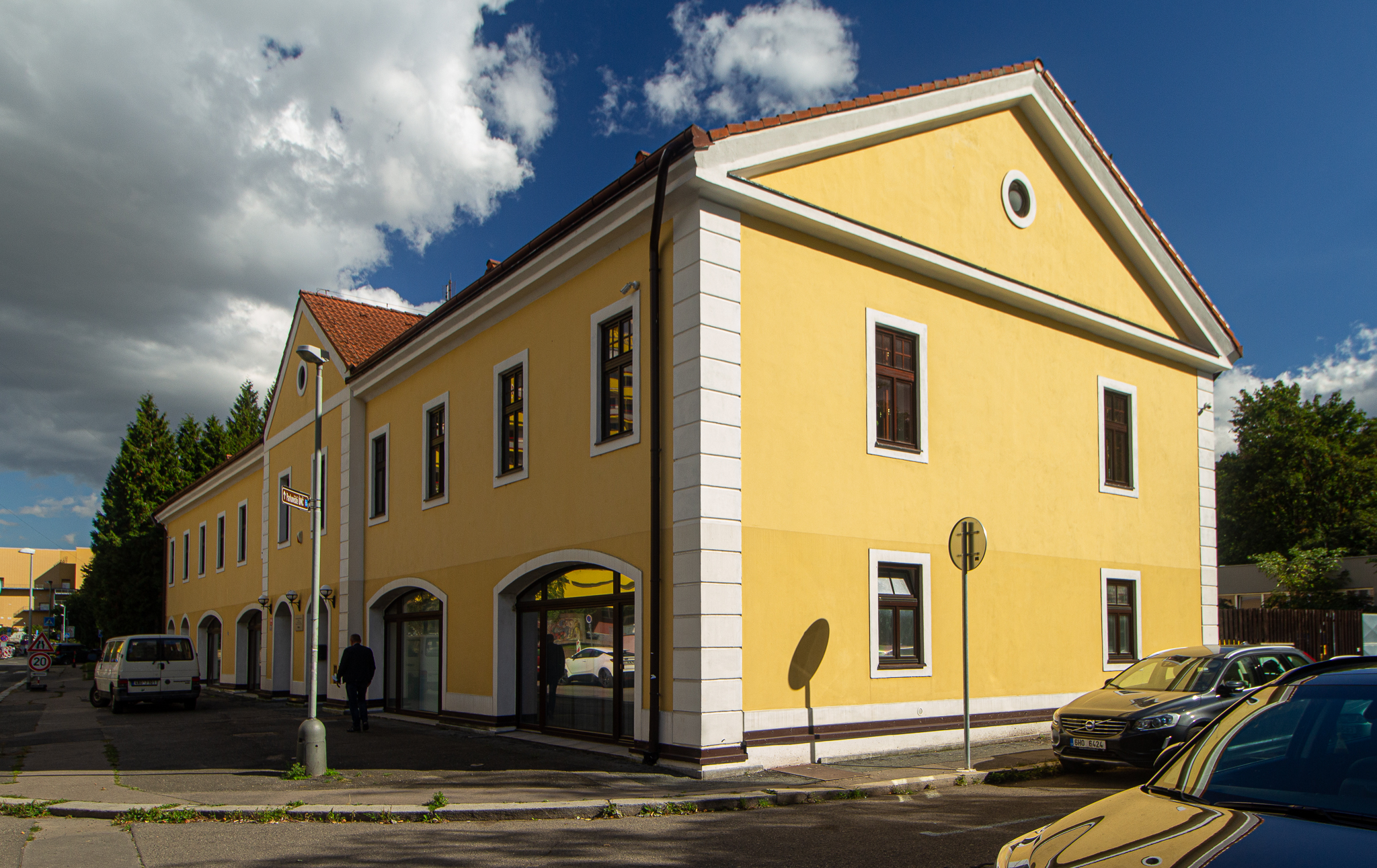
Poslední ze zachovalých budov vršovických kasáren, dnes sídlo společnosti Volareza (Vojenských léčebných zařízení).

Na místě sídliště původně stál rozsáhlý komplex vozatajských kasáren, které byly postaveny v letech 1880–1890 (vojáci se sem stěhovali v roce 1888). Byly tu štábní budovy, baráky mužstva i byty důstojníků, stáje a sklady. Do roku 1918 zde sídlil rakouský vozatajský prapor č. 3, mezi roky 1918–1933 československý vozatajský prapor č. 1, po zrušení těchto jednotek sem byl umístěn 1. čsl. automobilový prapor. Kasárna byla zbourána postupně mezi roky 1965–1983. Dnes tuto historii připomíná budova v Magnitogorské ulici.

## Sídliště

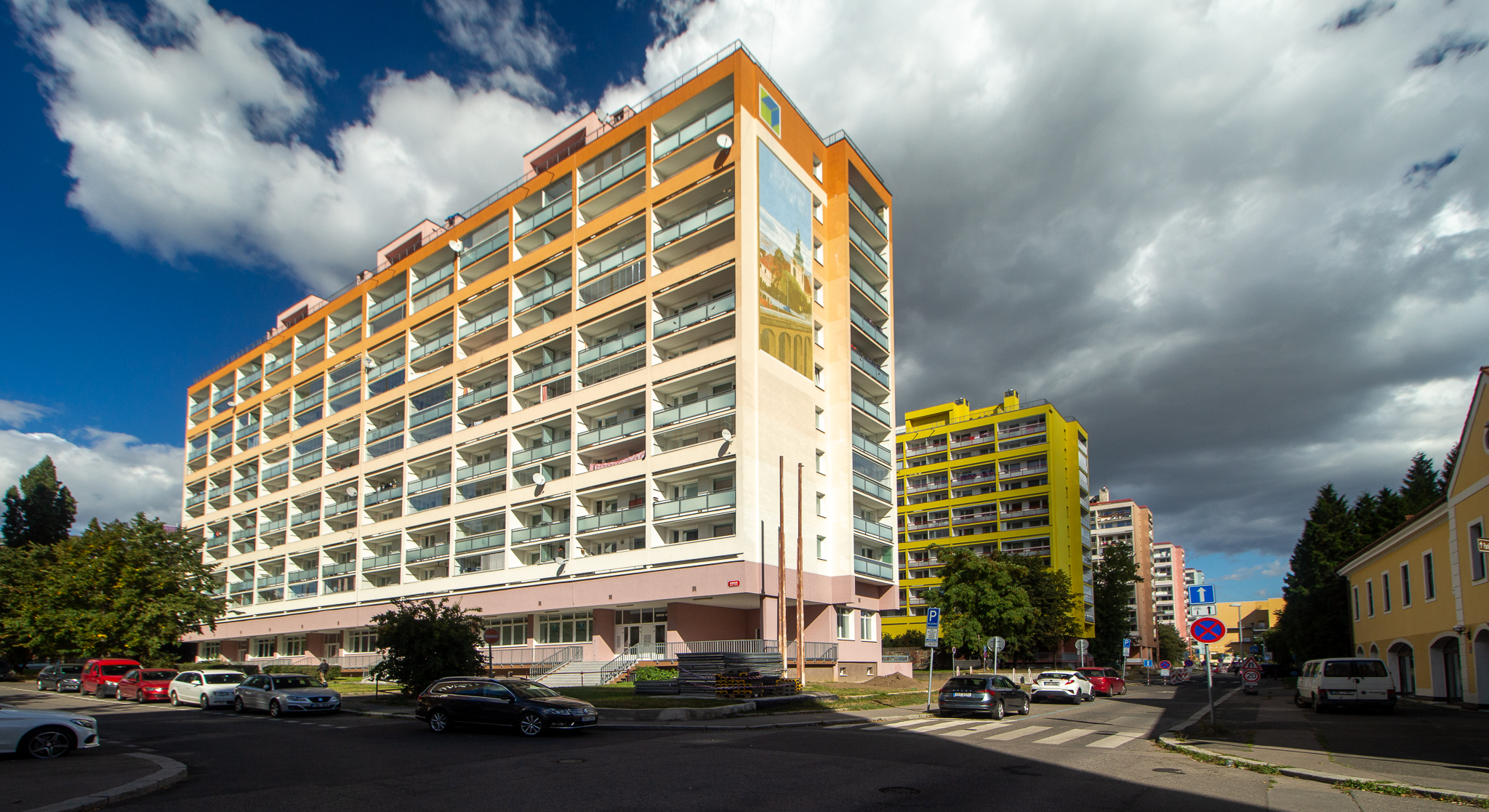
Magnitogorská ulice s řadou příčných paneláků

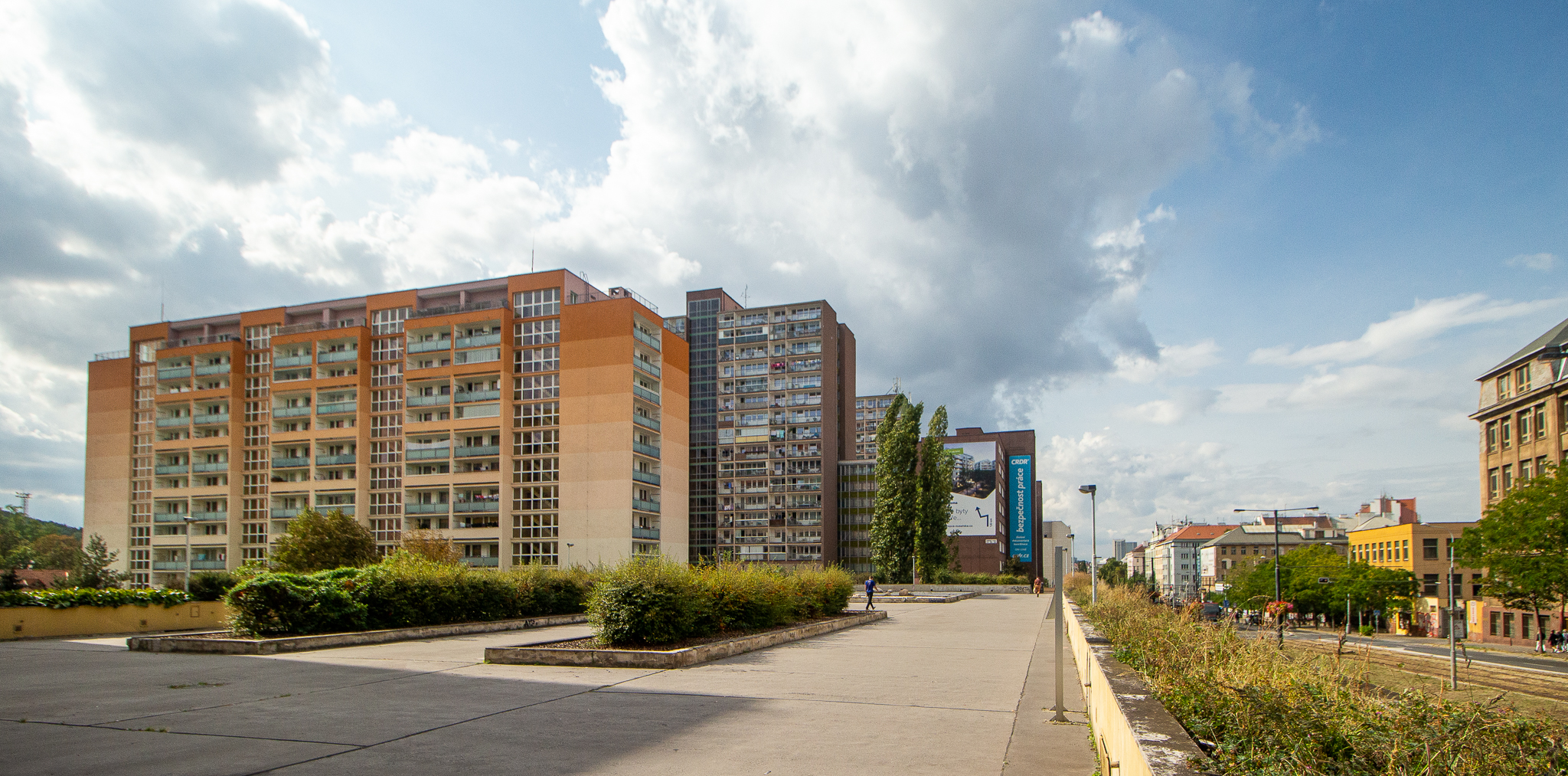
Sídliště Vlasta a Vršovická ulice

Sídliště vzniklo narychlo jako řešení důsledku invaze vojsk Varšavské smlouvy do Československa v roce 1968. Byli sem přestěhováni obyvatelé středočeské obce Milovice – zhruba 3500 lidí, většinou vojáků a rodinných příslušníků – kteří byli vystěhováni ze svých původních domovů v souvislosti s ubytováním sovětské armády v Milovicích.[zdroj⁠?!]
V letech 1968–1972 vyrostlo proti továrně Koh-i-noor sídliště s velkoprodejnou potravin Vlasta, v letech 1972–1977 vznikly podél Vršovické ulice administrativní budovy několika investorů: ve východní části trojdílný administrativní blok, kde sídlí především Úřad městské části Praha 10 (původně ONV), autory projektu byli Zdeněk Edel, Vlastibor Klimeš a Josef Lavička. Severozápadní část sídliště zaujímá trojkřídlý panelákový blok se službami a obchody v suterénu a zvýšeném parteru. Tyto stavby jsou protkány soustavou ochozů, teras, průchodů, průjezdů a schodišť.
Základní strukturu vlastního sídliště tvoří pět severojižně orientovaných bloků panelových domů (vždy po čtyřech domech v bloku) podél ulic Uzbecká, Taškentská, Turkmenská, Tádžická, Kazašská a Kirgizská. Adresami jsou tyto domy paradoxně přiřazeny nikoliv k té ulici, které k nim vždy na východní straně těsně přiléhá, ale k ulici, od které je na západní straně odděluje parčík povahy vnitrobloku. Jednotlivé vnitroblokové parčíky zdobí sochy a sousoší od Vendelína Zdrůbeckého: Matka s dětmi, Akrobatka, Chlapec s modelem letadla, Mladí milenci, dále jsou zde pozůstatky sportovních a dětských hřišť.
Po jižní straně vede od západu na východ jednosměrná ulice Magnitogorská, po severní straně od východu k západu suterénem administrativní budovy Vlasta ulice Uljanovská. Jižně od ulice Magnitogorské se nachází ještě jeden panelákový blok, tvořený pěti domy, které mají přiděleny adresy jak na sever k Magnitogorské ulici, tak na jich k Baškirské ulici. Jižně od Magnitogorské ulice se nachází též mateřská škola a parkovací dům. V jednom z mála zachovaných domů původnější vojenské zástavby (Magnitogorská 1494/12) sídlí organizace Volareza (Vojenská lázeňská a rekreační zařízení), příspěvková organizace ministerstva obrany.

## Multifunkční budova Vlasta

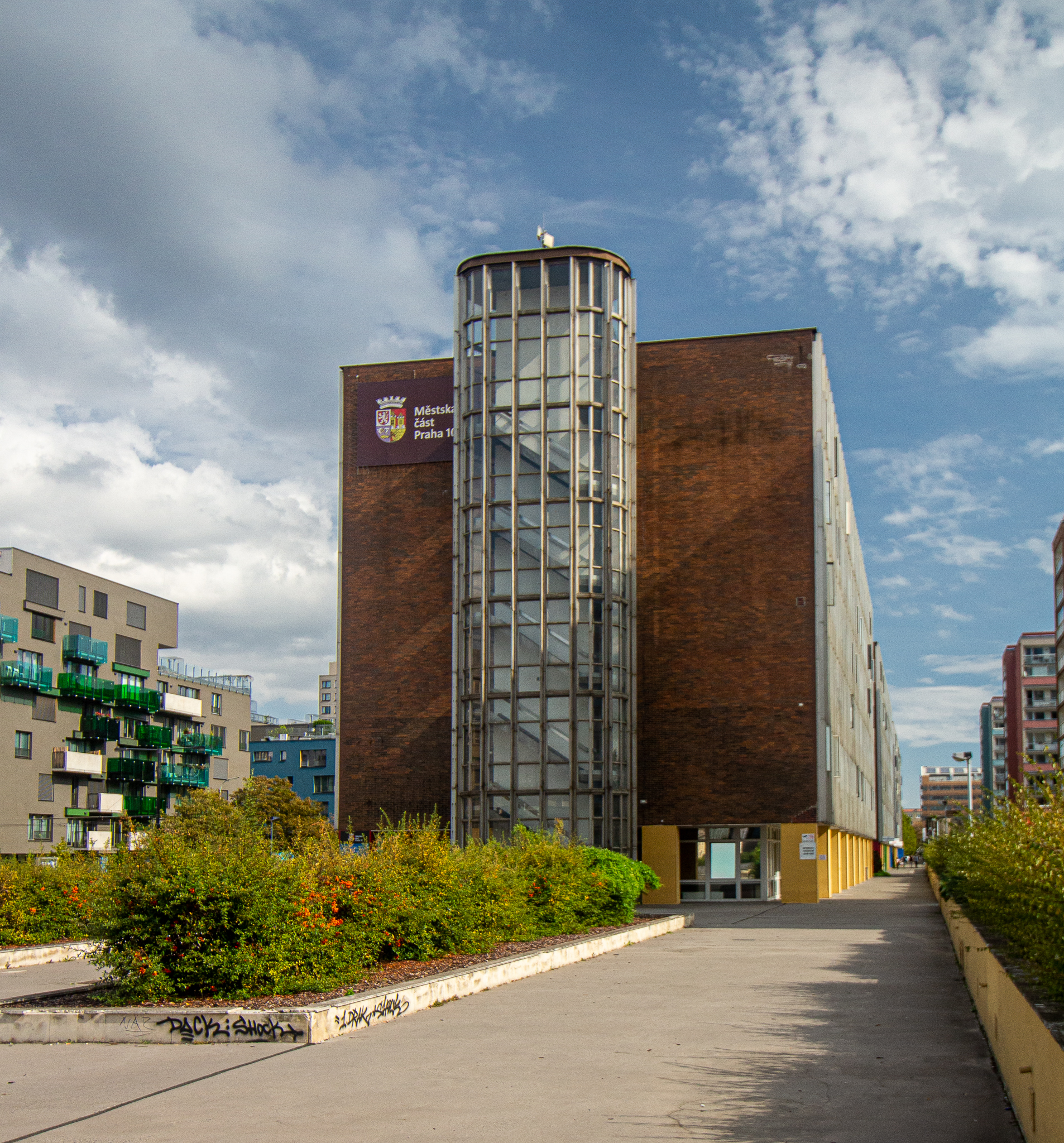
Multifunkční budova Vlasta – Prahy 10

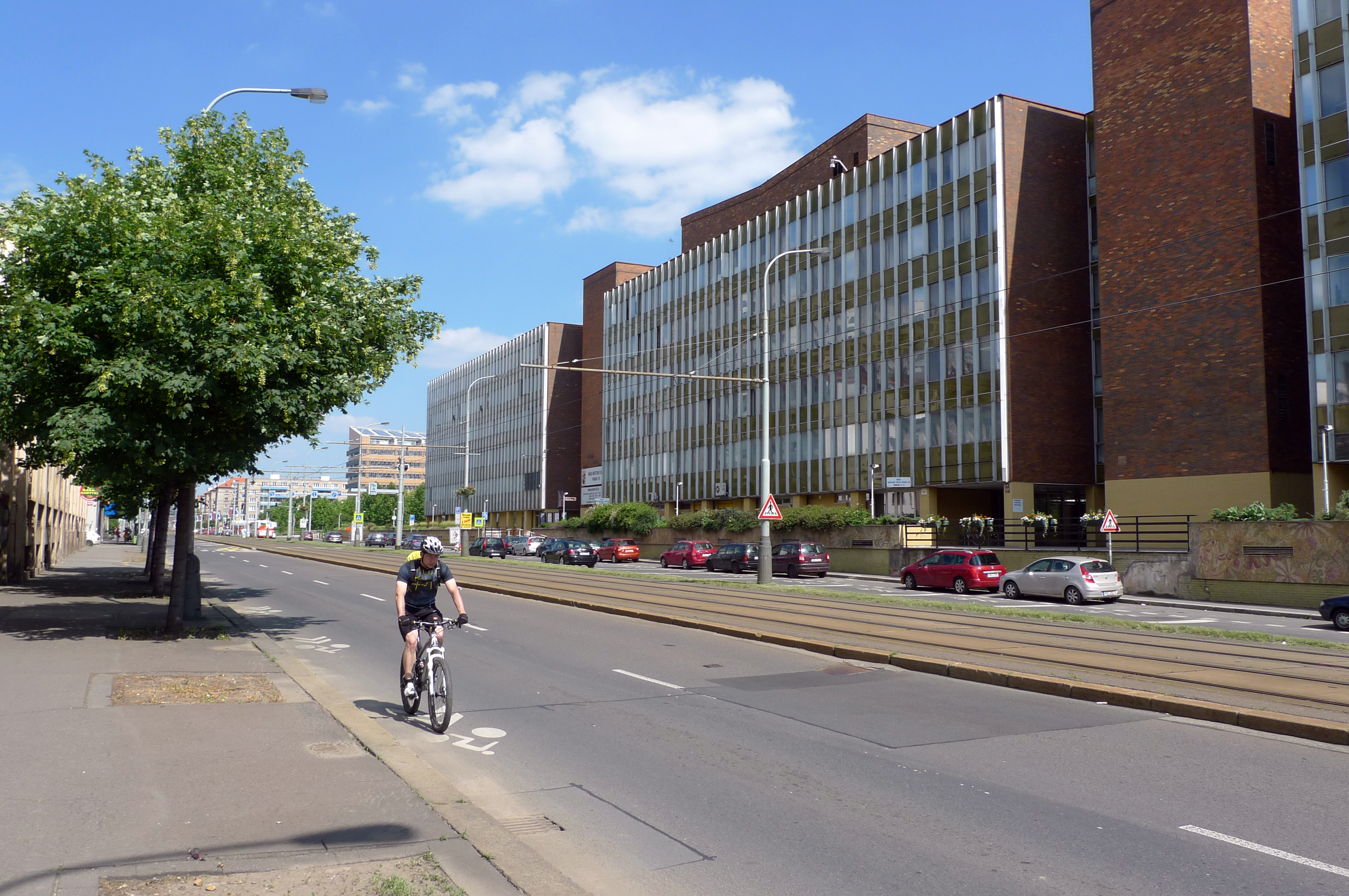
Multifunkční budova Vlasta – Prahy 10

Součástí sídliště byla také novostavba radnice (do té doby úřad sídlil ve vršovické Rangherce). Důvodem pro její výstavbu bylo mj. rozšíření obvodu Praha 10 o nově připojené obce Dolní Měcholupy, Horní Měcholupy, Petrovice a Štěrboholy k 1. 1. 1968 a Benice, Dubeč, Dubeček, Hájek, Kolovraty, Královice, Křeslice, Lipany, Nedvězí, Pitkovice a Uhříněves k 1. 7. 1974.
V roce 1971 získala územní rozhodnutí stavba pětipatrové multifunkční budovy Vlasta (v Památkovém katalogu je popsaná pod názvem Administrativní areál Vlasta), která sestává z tří samostatných bloků. Projektantem byl Krajský projektový ústav Praha 7, šéfprojektantem byl Vlastibor Klimeš. Investorem byly Pramen Praha, Ministerstvo národní obrany, obvodní výbor KSČ Praha 10, Obvodní národní výbor Praha 10 a Ministerstvo vnitra. Kolaudace proběhla v roce 1976. Budova byla od počátku projektována jako multifunkční (polyfunkční, víceúčelová). V roce 2013 zde vedle samotné radnice sídlí mj. Policie ČR, Vojenský úřad sociálního zabezpečení či Úřad práce. Je tu také restaurace, galerie a několik provozoven poskytujících služby.
V patře má budova soustavu teras, ochozů a průchodů, přístupných z úrovně terénu několika schodišti a rampami, na východním konci navázaných na terén úrovňově. Severní ochoz plní zároveň funkci jižního chodníku Vršovické ulice. Pod jižním ochozem vede zastřešená jednosměrná Uljanovská ulice, která plní zároveň funkci obslužné komunikace pro výjezd z příčných ulic sídliště Vlasta, ze severní strany k ní přiléhají zásobovací rampy suterénních skladových a technických prostor.